# 마린블루스
《마린블루스》(Marineblues)는 디자이너 정철연의 웹카툰이다. 바다생물들을 의인화 하여 재치있게 꾸며 인기를 끌고 있다. 자신을 성게에 비유해 성게군으로 부르고 불가사리군, 쭈꾸미군, 거북이군 등 자신의 주변인물들 또한 바다생물들에 비유하여 하루하루 일기를 그려 나간다. 시즌 1부터 시작, 현재 시즌2.5까지 완결한 후 시즌 3전으로 활동을 멈추고 있다. 일기의 내용은 주로 작가 자신 주변의 소소한 이야기들을 다루고 있다. 또 인기에 힘입어 시즌 1부터 시즌 2.5까지 모든 시즌이 단행본으로 출간되었다.
현재 마린블루스의 저작권은 (주)킴스라이센싱에 있으며 정철연은 퇴사 후 <마조 & 새디>라는 이름으로 새로 연재하고 있다.

## 작품
- 마린블루스 Season 1 ( 2001.11.1 ~ 2003.12.31)
- 마린블루스 Season 2 ( 2004.6.1 ~ 2005.12.30)
- 마린블루스 Season 2.5 (2006.10.10 ~ 2007.12.3 )
- 회사 퇴사 이후 저작권 문제로 현재 연재 중단.
- 마조 & 새디

## 등장인물
마린블루스에 등장하는 유쾌한 인물들을 소개한다.
성게군
바닷가에서 나고 자란 성게군. 부푼 가슴을 안고 서울로 상경하면서 그의 운명은 시작되었다.
선인장양
성게군의 동거녀. 성게군의 모든 것을 알고 있다! 또한 팬아트인 '선인장양의 비밀' 편에서 봉인이 풀려 예쁜 소녀로 나올 정도로 인기가 좋다.
성게양
성게군의 아내. 까만피부의 성게군과는 달리 분홍피부이며 리본을 달고있다.
성게군 2세(차후 등장 예정)
성게군의 아이.
불가사리군
'마린블루스' 최악(?)의 카리스마. 남자다운 척하지만, 실제로는 멍청한 구석이 더 많다.
불가사리양
불가사리군의 여자친구. 화장이 두껍지만, 원래는 못생긴 외모.
멍게군
최고의 의사를 꿈꾸고 있는 엘리트 의대생. 무뚝뚝할 때가 많지만 마음만은 따뜻하다.
쭈꾸미군
쭈꾸미양
거북이군
문어양
성게군의 고향 후배. 사투리가 귀엽고(일본말을 한다면 표준어가 아닌 외국화 일본어(히라가나로 표기해야 할 부분이 전부 가타카나로 되어 있다)로 말할듯) 성격도 털털하지만 센스가 약간 둔한 듯....
감기군
추운 겨울에 찾아오는 불청객. 푸른색의 몸색깔에 둥근머리를 가졌으며 얼굴에 한글로 '감기'라는 글자가 있다. 상대방에 붙게 되면 감기기운을 일으킨다.
몸살양
감기군의 여자친구. 분홍색의 몸색깔에 둥근머리를 가졌고 리본을 달고 있으며 얼굴에 한글로 '몸살'이라는 글자가 있다. 감기군과 합체하면 보랏빛 몸색깔의 '감기몸살' 로 변신하여 감기와 몸살기운을 동시에 일으킨다.
독감군
감기군보다 더 막강한 힘을 가진 불청객으로 커다란 근육질 체구를 가졌다. 얼굴에 한글로 '독감'이라는 글자가 있으며 감기보다 더 지독한 독감을 일으킨다.
꽃게군
권팀장님
코지
멍게군의 애완 고양이지만, 심한 말썽꾸러기에 건방지게도 멍게군을 종종 무시해버린다.

## 같이 보기
- 《스노우캣》